# That's the Way It Is (sång)
"That's the Way It Is" är en hitsingel av Céline Dion från albumet All the Way... A Decade of Song, släppt den 1 november 1999.
"That's the Way It Is" skrevs och producerades av de svenska låtskrivna Max Martin, Kristian Lundin och Andreas Carlsson som tidigare bland annat arbetat med 'N Sync och Backstreet Boys.
Albumversionen av sången låg senare på samlingen The Collector's Series, Volume One. Flera clubremixversioner gjordes av Metro. Vissa versioner av singeln innehöll även "I Met an Angel (On Christmas Day)," ett spår som inte var tillgängligt på albumet.
Videon till "That's the Way It Is", regisserad av Liz Friedlander, debuterade på VH1 den 8 november 1999. Den nominerades till MuchMusic Video Award. Videon finns även på hennes DVD "All the Way... A Decade of Song and Video".
Sången tillbringade tre veckor på världssingellistan. Den nådde också placeringen #1 på "Adult Contemporary" i USA (en vecka) och Kanada. "That's the Way It Is" nådde topp-20 på de flesta andra ställen. Det var hennes första enda "airplay-only-singel" som låg på Billboard Hot 100, med #6 som högsta placering (#2 som högsta placering på Billboard Hot 100 Airplay). Den kommersiella singeln släpptes nio månader senare, som dubbel a-sida med "I Want You to Need Me" (#62 som högsta placering på Hot 100 Singles Sales).
"That's the Way It Is" var mycket framgångsrik, och sålde platina i Sverige (20,000), guld i Australien (35,000), Belgien  (25,000), Tyskland (250,000) och silver i Frankrike (157,000). Den sålde 88 100 exemplar i Storbritannien och 58,000 i USA.
Enligt tidskriften Billboard erhöll "That's the Way It Is" priset "BDS Certified Spin Award - 500,000 Spins" i augusti 2006. Sedan lanseringen hade den då spelats cirka 500,000 gånger på omkring 1400 radiostationer i Kanada och USA.

## Formats och låtlistor
2-spårig cd-singel - (Storbritannien, Europeiska unionen, Australien, Japan) 
1. "That's the Way It Is" – 4:01
2. "I Met an Angel (On Christmas Day)" – 3:20

3-spårig cd-singel - (Storbritannien, Europeiska unionen, Australien) 
1. "That's the Way It Is" – 4:01
2. "I Met an Angel (On Christmas Day)" – 3:20
3. "My Heart Will Go On" (live) – 5:23

3-spårig cd-singel - (Storbritannien)
1. "That's the Way It Is" (albumversion) – 4:01
2. "That's the Way It Is" (Metro club remix) – 5:28
3. "Another Year Has Gone By" – 3:24

4-spårig cd-singel - (USA)
1. "That's the Way It Is" (albumversion) – 4:01
2. "That's the Way It Is" (Metro club remix) – 5:28
3. "I Want You to Need Me" (Thunderpuss radio mix) – 4:32
4. "I Want You to Need Me" (Thunderpuss club mix) – 8:10

## Officiella versioner
1. "That's the Way It Is" (Metro mix edit) – 3:12
2. "That's the Way It Is" (Metro mix) – 3:20
3. "That's the Way It Is" (Metro club remix) – 5:28
4. "That's the Way It Is" (albumversion) – 4:01

## Listplaceringar
| Lista (1999)                         | Topplacering |
| ------------------------------------ | ------------ |
| Argentinas spellista                 | 17           |
| Österrikes singellista               | 8            |
| Australiens singellista              | 14           |
| Belgiens singellista för Vallonien   | 7            |
| Belgiens spellista för Vallonien     | 2            |
| Belgiens singellista för Flandern    | 17           |
| Belgiens spellista för Flandern      | 2            |
| Kanadas singellista                  | 13           |
| Kanadas Adult Contemporary Chart     | 1            |
| Kanadas Contemporary Hit Radio Chart | 4            |
| Nederländernas Mega-topp-100-lista   | 7            |
| Nederländernas topp-40-lista         | 7            |
| Nederländernas Mega-topp-50-lista    | 8            |
| Europas singellista                  | 2            |
| Finlands singellista                 | 4            |
| Frankrikes singellista               | 6            |
| Tysklands singellista                | 8            |
| Republiken Irlands singellista       | 12           |
| Italiens singellista                 | 3            |

| Lista (1999)                                  | Topplacering |
| --------------------------------------------- | ------------ |
| Nya Zeeland singellista                       | 7            |
| Norges singellista                            | 3            |
| Norges spellista                              | 2            |
| Polens radio 3-lista                          | 25           |
| Spaniens singellista                          | 7            |
| Sveriges singellista                          | 2            |
| Schweiz singellista                           | 5            |
| Storbritanniens singellista                   | 12           |
| USA:s Billboard Hot 100                       | 6            |
| USA:s Billboard Hot Adult Contemporary Tracks | 1            |
| USA:s Billboard Top 40 Mainstream             | 3            |
| USA:S Billboard Top 40 Tracks                 | 3            |
| USA:S Billboard Hot Adult Top 40 Tracks       | 5            |
| USA:S Billboard Hot Dance Singles Sales       | 7            |
| USA:S Billboard Latin Tropical Airplay        | 17           |
| USA:S Billboard Hot Latin Pop Airplay         | 19           |
| USA:S Billboard Rhythmic Top 40               | 40           |
| USA:S ARC Weekly Top 40                       | 7            |
| Världssingellistan                            | 1            |